# Mount Carmel (Indiana)
Mount Carmel és una població dels Estats Units a l'estat d'Indiana. Segons el cens del 2000 tenia 106 habitants.

## Demografia
Segons el cens del 2000, Mount Carmel tenia 106 habitants, 39 habitatges, i 23 famílies. La densitat de població era de 1.023,2 habitants/km².
Dels 39 habitatges en un 33,3% hi vivien nens de menys de 18 anys, en un 48,7% hi vivien parelles casades, en un 10,3% dones solteres, i en un 38,5% no eren unitats familiars. En el 30,8% dels habitatges hi vivien persones soles el 15,4% de les quals corresponia a persones de 65 anys o més que vivien soles. El nombre mitjà de persones vivint en cada habitatge era de 2,72 i el nombre mitjà de persones que vivien en cada família era de 3,42.
Per edats la població es repartia de la següent manera: un 28,3% tenia menys de 18 anys, un 18,9% entre 18 i 24, un 22,6% entre 25 i 44, un 17,9% de 45 a 60 i un 12,3% 65 anys o més.
L'edat mediana era de 28 anys. Per cada 100 dones de 18 o més anys hi havia 90 homes.
La renda mediana per habitatge era de 25.000 $ i la renda mediana per família de 31.250 $. Els homes tenien una renda mediana de 23.125 $ mentre que les dones 17.250 $. La renda per capita de la població era de 9.586 $. Entorn del 28,1% de les famílies i el 27% de la població estaven per davall del llindar de pobresa.

## Poblacions més properes
El següent diagrama mostra les poblacions més properes.